# 2 Player Productions
2 Player Productions est une société de l’industrie du jeu vidéo fondée par Paul Owens, Paul Levering et Asif Siddiky en 2005 et basé à San Francisco. La société produit du contenu, notamment des vidéos, relatif à la culture et au processus de développement de jeux vidéo. Elle a notamment produit le documentaire Reformat the Planet, présenté lors du festival de cinéma South by Southwest de 2008, consacré à la musique chiptune,. Elle a également produit le documentaire Minecraft: The Story of Mojang consacré à la société Mojang et à sa création Minecraft,. Enfin, 2 Player Productions a également publié une série de documentaires concernant le développement du jeu Broken Age par Double Fine Productions.